# Vladimír Syrovátka
Vladimír Syrovátka   (Zdolbúniv, 19 de juny de 1908 - Praga, 14 de setembre de 1973) fou un piragüista txecoslovac que va competir durant la dècada de 1930.
El 1936 va prendre part en els Jocs Olímpics de Berlín on, fent parella amb Jan Brzák-Felix, guanyà la medalla d'or en la competició del C-2, 1.000 metres del programa de piragüisme.